# Conceição Andrade
Conceição de Maria Carvalho de Andrade (São Luís, 8 de maio de 1956) é uma advogada e política brasileira. Foi prefeita de São Luís.
Foi Secretária de Desenvolvimento Agrário (Sedagro), de 27 de abril de 2009 até 3 de janeiro de 2015, até a pasta passar a ser Secretaria da Agricultura Familiar (SAF).

## Biografia
Conceição Andrade começou a carreira política nos anos 70 pelo Movimento Democrático Brasileiro (MDB).
Em 1986, foi eleita, pelo PMDB, deputada estadual. Em 1987, é convidada pelo então presidente do PSB, José Paulo Bisol, para filiar-se ao partido, e aceitou. Em 1990, foi candidata ao governo do Maranhão, pela coligação "Frente de Oposição Popular", que reúne PSB, PT, PDT, PCdoB, PCB, ficando em terceiro lugar. No segundo turno, declarou apoio à João Castelo, contra Edison Lobão.
Em 1992, foi eleita prefeita de São Luís, no segundo turno, contra o candidato do PFL, João Alberto. se tornando a segunda mulher a assumir a prefeitura da capital maranhense depois de Gardênia Gonçalves que foi a primeira em 1985
Em 1997, por conta das divergências políticas com o PSB, deixou o partido e se filiou ao PSDB.
Nos anos seguintes, implementou de vários projetos sociais na capital, meia-passagem, terminais da integração, melhoria de feiras livres.
Em 1994, declarou apoio à Epitácio Cafeteira.
Entre janeiro a março de 1996, enfrentou a maior greve de coletores de lixo da história, da empresa "Coliseu" (responsável pela coleta de lixo na cidade) por aumento de salário, que terminou com acordo salarial.[carece de fontes?]

### Depois da Prefeitura
Depois de Jackson Lago se eleger em 1996 e a prefeita deixar a prefeitura em 1º de janeiro de 1997, voltou para interior do Maranhão, para ficar com a família e também atuar na Iterma para ser advogada de trabalhadores rurais.
Nos anos seguintes, cria a Pads Assessoria de Desenvolvimento Social, com sede em São Luís, para atuar na capital e interior do Maranhão.
No mesmo ano,foi nomeada a secretária de Agricultura no início do governo José Reinaldo Tavares, mas deixou em 2004, para novamente voltar a atuar como advogada.
Em 2006, apoiou a candidatura de Roseana Sarney, depois de atender o pedido de seu colega, Waldir Maranhão. Mas o seu partido apoiou Jackson Lago no segundo turno.

### Voltando à política
Depois de Roseana Sarney ter sido empossada para o Governo do Estado, sucedendo ao governador Jackson Lago (PDT), cassado pelo Tribunal Superior Eleitoral em 17 de abril, foi convidada, em 27 de abril, a assumir a recém-criada Secretária de Estado de Desenvolvimento Agrário (Sedagro), pasta desmembrada da Secretaria da Agricultura, por meio da Medida Provisória nº 48, encaminha no mesmo dia à Assembleia Legislativa.[carece de fontes?]
Desde então serve na base de sustentação da governadora no Maranhão: "Roseana me convenceu que ela é uma pessoa séria, íntegra e de que faz política pública com decência", justificou Andrade sobre a mudança sobre a postura sobre ela, alegando que já está na base de sustentação do governo desde 1995. Sobre o passado político diz: "Não me arrependo de ter sido do PFL. Na verdade, foi uma fase de aprendizado".

### Expulsão do PSB
Em agosto de 2009, o diretório estadual do PSB abriu processo disciplinar contra a secretária do Desenvolvimento Agrário do Estado do Maranhão, Conceição Andrade, por contrariar deliberação que proibiu a participação de filiados da legenda no primeiro, segundo ou terceiro escalão do governo Roseana Sarney (PMDB).
A deliberação da executiva estadual foi decidida em encontro realizado no dia 29 de abril, 12 dias, depois de Roseana Sarney assumir o mandato, que no período da cassação de Lago, até a criação da pasta (ela ainda não havia assumido a pasta). O partido que era de apoio a Jackson, passou a oposição quando Roseana assumiu.
Em 29 de agosto, foi expulsa do partido. Posteriormente, migrou para o MDB.